# Spindasis hiendlnayrii
Spindasis hiendlnayrii är en fjärilsart som beskrevs av De Nicéville 1895. Spindasis hiendlnayrii ingår i släktet Spindasis och familjen juvelvingar. Inga underarter finns listade i Catalogue of Life.